# Guerra lusoespanyola
La guerra lusoespanyola fou un conflicte armat desenvolupat entre 1735 i 1737 per la possessió de l'anomenada Banda Oriental a la costa nord del riu de la Plata, aproximadament a l'actual Uruguai.
Llavors aquesta zona era poc poblada, situada entre la frontera sud de Brasil colonial i el Governatorato de Rio da Plata (o Governació de Buenos Aires). Espanya reivindicà l'àrea pel tractat de Tordesillas de 1494, però Portugal havia fundat al 1680 la primera ciutat del territori, la Colonia del Sacramento. Espanya va prendre la ciutat dues vegades, el 1681 i 1705, però l'hagué de retornar als portuguesos pel tractat d'Utrecht, signat en 1713.
Els anys següents, prosseguiu l'expansió dels assentaments portuguesos en tota la colònia, en un radi de fins a 120 km. Com a reacció, el capità general de Rio de la Plata, Bruno Mauricio de Zabala, fundà Montevideo el 24 de desembre de 1726, per evitar una major expansió. Però el comerç portuguès amb Buenos Aires perjudicava els interessos espanyols, que considerava aquestes relacions comercials com contraban, i la presència portuguesa a la zona com a il·legítima.
Al març de 1734, el nou capità general de Riu de la Plata, Miguel de Salcedo y Sierraalta, rebé ordres de Madrid per reduir el radi d'acció de la Colonia del Sacramento en "un tir", prop de dos quilòmetres. Salcedo va enviar un ultimàtum a António Pedro de Vasconcelos, el governador portuguès de la colònia. El 1735, van augmentar les tensions entre Espanya i Portugal i alguns vaixells espanyols capturaren diverses embarcacions portugueses. El 19 d'abril d'aquest any, el primer ministre espanyol José Patiño Rosales ordena a Salcedo que ataque la Colònia del Sacramento.
Salcedo reuní 1.500 soldats, que marxaren sobre la colònia, i perderen molt de temps atacant objectius menors. El recolzaren 4.000 guaranís guerrers vinguts de les missions jesuítiques. O setge començà el 14 d'octubre de 1735. Vasconcelos comptava amb una guarnició d'uns 900 soldats, i envià un missatger a Rio de Janeiro demanant reforços. José da Silva Pais hi envià sis naus, que hi arribaren el 6 de gener, i uns dies més tard més de 12 naus. Els espanyols no pogueren bloquejar la ciutat per mar.
El 1736 i 1737 més vaixells foren enviats d'Espanya i de Portugal per a la regió i va ocórrer-ne un enfrontament ocasional entre alguns, iniciant-se així la campanya de Rio de la Plata. El 6 de setembre de 1736, els portuguesos assetgen Montevideo, i acaben desistint-ne quan Salcedo hi envia una força de socors de 200 soldats.
El 16 de març de 1737, per iniciativa i mediació de França, Gran Bretanya i Holanda, se signa a París un armistici entre Portugal i Espanya. A principis de setembre, amb l'arribada de la notícia de l'armistici, les hostilitats s'aturaren; el setge a la colònia s'aixecà i el governador de Buenos Aires, Miguel de Salcedo, fou substituït.
La guerra va ser local i implicà uns milers de soldats de cada bàndol. A Europa no va arribar a haver-hi hostilitats entre els dos estats, sobretot perquè al juny de 1736 Gran Bretanya, aliada de Portugal, va enviar, a petició del rei Joan V de Portugal, una forta esquadra a Lisboa, comandada per l'experimentat almirall John Norris a bord del Britannia, per protegir la navegació portuguesa a Brasil i prevenir la temuda invasió de Portugal pels espanyols. La presència de Norris i de l'esquadra a Lisboa durant vint-i-dos mesos, fins a l'abril de 1738, feu un gran efecte en els espanyols, que van desistir dels seus plans.